# 伊本·图马特
阿布-阿卜杜拉·穆罕默德·本·图马特（阿拉伯语：‎，1080年—1130年或1128年），简称伊本·图马特，柏柏尔伊斯兰教宗教改革家，自称马赫迪。他的追随者创建了穆瓦希德王朝。
伊本·图马特早年曾在科尔多瓦、麦加、巴格达等地朝圣并学习，形成了自己独特的狂热一神理论，反对当时的圣徒崇拜。28岁时，他回到了摩洛哥宣扬自己的学说，并在阿尔摩拉维德王朝埃米尔阿里·本·优素福于非斯组织的宗教辩论会上舌战当地伊斯兰教学者。当地学者一致认为他是异端，但阿里·伊本·尤素福并未迫害他。在传教受挫的情况下，伊本·图马特自称马赫迪，并号召其信徒武装起来，以净化阿尔摩拉维德王朝已经堕落的伊斯兰信仰。
在其死后，来自阿尔及利亚的信徒阿卜杜勒·慕敏率领其支持者发动武装起义，1147年，阿卜杜勒·慕敏占领马拉喀什，灭亡阿尔摩拉维德王朝，建立穆瓦希德王朝。

## 生平

### 早年
如今关于伊本·图马特是史料记载主要是宗教性质的聖徒傳記，其中可能混有穆瓦希德王朝官方捏造的神化情节。伊本·图马特出生于1078年至1082年之间，故乡在摩洛哥苏斯地区的小村庄伊吉利兹（Igiliz），属于马斯穆达柏柏尔人的哈加（Hargha）部落。有说法称其父本名为阿卜杜拉，图马特实是昵称，在柏柏尔语言中意为“好运”或“幸福”。伊本·赫勒敦记载，伊本·图马特童年时颇为虔诚，喜爱在清真寺点蜡烛，因此有昵称“阿萨富”（Asafu，意为“火把”或“爱光者”）。
伊本·图马特后来声称自己是阿里王族伊德里斯·本·阿卜杜拉的后代，伊本·赫勒敦也支持这一说法，今日学界关于此存在较大争议。当时的柏柏尔领袖自称谢里夫后裔是很常见的事情。

### 宗教主张
在伊本·图马特的时代，马格里布和安达卢斯处在穆拉比特王朝的统治之下。穆拉比特王朝主张马立克派，都城位于马拉喀什，还将伊斯兰教传入西非。伊本·图马特最初在科尔多瓦求学，师从神学家图尔图希，随后前往向东方的巴格达游学，在此期间收到了安萨里的学说的影响，并同时在艾什爾里派和穆爾太齊賴派门下求学。伊本·图马特在巴格达居留期间逐渐形成自己的宗教主张，混合了艾什爾里派和苏菲主义理念。穆瓦希德时代的传记声称，穆拉比特王朝封禁伊本·图马特的著作，并公开焚烧，安萨里得知后决定指派他返回马格里布传播教义。
伊本·图马特屬於伊斯蘭原教旨主義者，在他的宗教主张中，最主要的是极端的认主独一，认为安拉只有一种属性，其他各种属性都有多神论嫌疑，与认主独一相矛盾。他主张宿命论，支持伊斯兰教法，反对拟人论。伊本·图马特反对穆拉比特王朝的马立克派学说，认为其过度强调法学家共识，无视圣行圣训，认为马立克派法学家的法理推断是不正当的，甚至有沦于异端学说的可能。伊本·图马特将马格里布人的堕落行为归咎于穆拉比特王朝的统治，例如公开售卖酒类和猪肉等古兰经禁止的或是他反对的行为。他亦反对宗教艺术。伊本·图马特的追随者自称“穆瓦希德”（al-Muwwahidun），意为“认主独一者”。

### 返回马格里布
有记载称，他在离开巴格达后前往麦加朝觐，但他急于规正周围人的错误信仰，导致他被人自麦加逐出。他随后前往开罗，又从亚历山大港搭船，在1117年至1118年前后到达马格里布。在航行途中，他将船上的酒瓶掷入大海，还不断劝导水手依教义祷告。水手忍无可忍，将他投向大海，但发现他过了半天竟仍然在水面上下漂流，又决定救他上船。还有说法声称他平息了海上的一场风暴。
他在马赫迪耶上岸，先后前往突尼斯和贝贾亚，沿途一直宣传其简化的教义，指责当地人的習俗，如饮酒、音乐、公开做爱，以及柏柏尔人男人戴面纱、女人不戴面纱等。他还在清真寺前和人辩论，不顾官方庇护的马利克派学者的反应。他很快遭贝贾亚当局驱逐，他于是向南抵达梅拉拉（Mellala），在当地收获了最早的追随者和信众，其中包括巴希尔（al-Bashir）、阿卜杜勒·慕敏、穆罕默德·拜扎格等。巴希尔成为他的军师，拜扎格写就穆瓦希德运动编年史，阿卜杜勒·慕敏后来成为他的继承者。1120年，伊本·图马特率信众进入摩洛哥，在学术中心非斯歇脚。伊本·图马特和当地的马立克派学者辩论，最终被驱逐。他随后向南抵达穆拉比特王朝的都城马拉喀什，据称他在一座清真寺遇到了君主阿里·本·优素福本人。当有人提醒他阿里就在附近时，他的回答颇为著名：“埃米尔在哪里？我在这只看到一群女人！”，是在讽刺其统治阶级蒙面，而在教义传统上只有女性才配戴面纱。
伊本·图马特和埃米尔及马立克派学者的辩论尤其体现其宗教主张。马立克派学者指责他煽动叛乱，伊本·图马特辩护称他只是个倡导改革的学者。他警告阿里不要听凭法学家的“教义创新”，忽略圣训圣行。马立克派学者随后称他们自己也致力于纯化当地信仰，同样重视圣训。伊本·图马特则批评道，穆拉比特王朝的纯化思想被蒙昧主义蒙蔽，以当地人不合教义的陋习作论据支撑。马立克派学者则辩驳称至少在教义上双方没有分歧，伊本·图马特便开始宣扬其认主独一的信仰。最终，马立克派学者仍然指控伊本·图马特是危险的亵渎者，很可能是哈瓦利吉派的异端，建议埃米尔处决或囚禁他。埃米尔仅实行鞭刑后便逐他出城。
伊本·图马特随后向南前往阿格马特。他仍然在沿途延续其传教习惯，指责当地人的着装和行为，砸烂他见到的所有酒品，和当地人进行辩论等，阿格马特的乌理玛于是向埃米尔抱怨。埃米尔派人逮捕他，在关键时刻，一位马斯穆达酋长奥马尔·欣塔塔（Omar Hintata）挺身而出，协助他逃出城外。伊本·图马特之后流亡到苏斯河谷的故乡避难。

### 伊吉利兹山洞
1120年年底，伊本·图马特抵达其故乡伊吉利兹避难（确切位置不详）。他立刻前往附近的山洞避难，有意模仿穆罕默德在光明山接受启示的事迹。当地人听闻其事迹，相信其是落难的圣人，他便趁机用柏柏尔语以通俗易懂的形式讲述其教义。很多史料都记载他拥有出众的口才和高超的演讲本领。1121年斋月末尾，伊本·图马特在一次讲演中讲述了他的传教故事，随后径直自称为救世主马赫迪。这等同于向穆拉比特当局宣战，因为反抗马赫迪无异于反抗安拉，属于叛教。1122年，他接受欣塔塔部落酋长邀请，离开山洞前往高阿特拉斯山区。他藏身的山洞在后世成为了颇受欢迎的朝圣地。

### 反叛

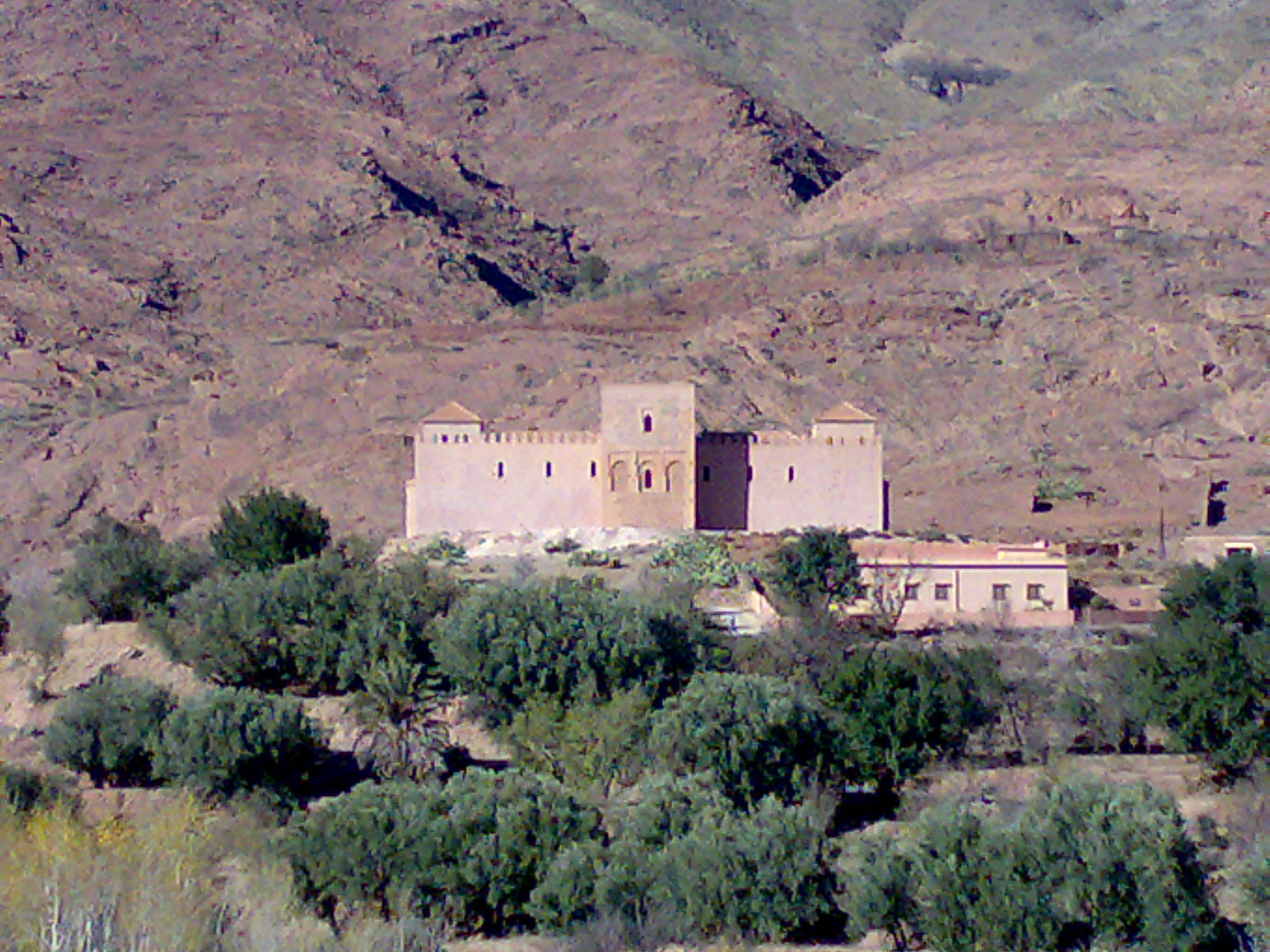
1148年为纪念伊本·图马特而建的丁梅尔清真寺。丁梅尔是伊本·图马特最初的据点

1122年，伊本·图马特在丁梅尔建造里巴特堡垒，号召信众抵抗穆拉比特王朝的统治。马斯穆达的六支部落加入其麾下。随后的八年里，伊本·图马特的抗争主要是在阿特拉斯山区的游击战，破坏当地税收，阻断马拉喀什以南的山路和关口，从而隔断苏斯河谷地带和马拉喀什的联系。他们还威胁着马拉喀什通向德拉河河谷的关隘，因为这里是跨撒哈拉商队的必由之路，倘若这里被阻断，马拉喀什和商路的门户西吉尔马萨之间的联系就会遭到阻碍，马拉喀什人就收不到西非的黄金。伊本·图马特在关口布防，令穆拉比特王朝难以应付。为此，当局决定在关口建造要塞，并且向东寻找替代线路。
伊本·图马特的军师巴希尔以铁腕手段治军，在1129年至1130年展开大规模的处决运动，后世以恐怖统治形容。

### 布海拉战役的惨败
1130年初，伊本·图马特决定率众出击，向低地的穆拉比特军队进攻，遭到惨重失败。他们最初向阿格马特进军，很快击败了当地的穆拉比特军队，随后追击逃兵，一路追到了马拉喀什。他们在马拉喀什周边设立攻城营地，埃米尔阿里征召援军应战。在围攻持续40天后的1130年5月（一说4月），穆拉比特军队决定出击，打响布海拉战役（布海拉，al-Buhayra，是马拉喀什东部的园林名）。伊本·图马特的军队损失惨重，仅哈尔加部落就有12,000人丧生。巴希尔和多名将领也在战场殒命。其余部趁暴雨逃向山区。
伊本·图马特率众在当晚返回战场，命令一部分信众将自己掩埋在泥土下，仅用吸管呼吸。他随后在众人面前主动询问尸体是否在圣战之后享受天堂般的幸福，埋在地下的生还者给予回应，以宗教詐騙手法提振幸存者的士气。为掩盖破绽，伊本·图马特事后将泥土下的信众的吸管掩埋，令其窒息而死。
伊本·图马特在1130年8月离世，即布海拉战役结束后不久。

## 后继者
穆瓦希德运动并未因布海拉战役的惨败而迅速瓦解，足以证明伊本·图马特在丁梅尔早已打下坚实的反叛基础。伊本·图马特将其信众划分为14个阶层，伊本·图马特的家族成员（Ahl ad-Dar）和最初信众组成的“十人会议”处在最顶层，“十人会议”包括最早在哈贾亚追随伊本·图马特的伊夫起亚人，其中就有阿卜杜勒·慕敏等元老骨干；其下一层是马斯穆达部落民以及其骨干组成的“五十人会议”。伊本·图马特将军队依照部落分开，各支部队内部也有严格清晰的等级划分。十人会议中的五人都在布海拉战役阵亡，另有两人在之后不久离世。余下的三名成员是阿卜杜勒·慕敏、奥马尔·欣塔塔（Omar Hintata）和伊斯梅尔·哈兹拉吉（Ismail al-Hazraji）。
伊本·图马特的随行记录者拜扎格记载，伊本·图马特在贝贾亚就认定阿卜杜勒·慕敏为继承者，但在伊本·图马特逝世后，曾爆发激烈的权力斗争。阿卜杜勒·慕敏自称是马赫迪的继任者，号称哈里发，确切时间点不详。和慕敏争夺权力者有同属十人会议的伊本·马勒维亚（Ibn Malwiya），伊本·图马特的兄弟亲族以及部分马斯穆达部落。阿卜杜勒·慕敏是泽纳塔柏柏尔人，和作为多数群体的马斯穆达部有很大差异，这虽然符合伊本·图马特抛弃多数部落认同的制衡思想，但在伊本·图马特离世后仍有两支靠东端的部落宣布退出。
伊本·赫勒敦声称慕敏隐瞒伊本·图马特的死讯长达两年，以争取和奥马尔·欣塔塔酋长的女儿成婚，从而消弭其潜在对手的威胁，但后世并不认同这一说法。阿卜杜勒·慕敏在1132年处决了其中一位对手伊本·马勒维亚，伊本·图马特家族也不久后淡出争夺。阿卜杜勒·慕敏的家族取而代之，成为穆瓦希德王朝的主体。

### 书目
- （阿拉伯文）Le livre de Mohammed Ibn Toumert, mahdi des Almohades, 1903 edition, Ignác Goldziher, editor, Algiers: P. Fontana. full text online; introduction (Fr) （页面存档备份，存于）
- （阿拉伯文）（法文） Évariste Lévi-Provençal (1928), editor, Documents inédits d'histoire almohade: fragments manuscrits du "Legajo" 1919 du fonds arabe de l'Escurial. Paris: Geuthner.
- （法文） Bourouiba, Rachid (1966) "A propos de la date de naissance d’Ibn Tumart", Revue d'Histoire et de Civilisation du Maghreb, January, pp. 19– 25.
- （英文） Cornell, Vincent J. (1987) "Understanding Is the Mother of Ability: Responsibility and action in the doctrine of Ibn Tumart", Studia Islamica, No. 66 (1987), pp. 71–103, JSTOR:  （页面存档备份，存于）
- （英文） Cushing, Dana (2016) "Ibn Tumart" in: Curta and Holt, eds. Encyclopedia of Pivotal Events in Religious History
- （英文） Fletcher, Madelaine (1991) "The Almohad Tawhid: Theology which relies on logic", Numen, Volume 38, Number 1, 1991, pp. 110–127.  （页面存档备份，存于）
- （英文） Fromherz, Allen J. (2005) "The Almohad Mecca: locating Igli and the cave of Ibn Tumart", Al-Qantara, ISSN 0211-3589, vol. 26, no1, pp. 175–190
- （英文） García, Senén A. (1990) "The Masmuda Berbers and Ibn Tumart : an ethnographic interpretation of the rise of the Almohad movement" in Ufahamu, ISSN 0041-5715, vol. 18, no. 1, pp. 3–24
- （西班牙文） Huici, Miranda, A. (1953–54, 1963) Colección de crónicas árabes de la Reconquista, 3 vols, Tetouan. Editora Marroqui.
- （西班牙文） Huici, Miranda, A. (1956–57) Historia politica delimperio Almohade, 2 vols., Tetouan. Editora Marroqui.
- （英文）Ibn Khallikan, Biographical Dictionary, 1843 M. de Slane trans., Paris, vol. 3, p.205 （页面存档备份，存于）)
- （法文） Julien, Charles-André (1931), Histoire de l'Afrique du Nord, des origines à 1830, 1961 ed., Paris: Payot.
- （英文） Kennedy, Hugh (1996) Muslim Spain and Portugal: A Political History of al-Andalus. London: Addison-Wesley-Longman
- （英文） Laoust, H., "Une fetwā d’Ibn Taimīya sur Ibn Tūmart", in "Bulletin de l’Institut Français d’Archéologie Orientale, LIX" (Cairo, 1960), pp. 158–184.
- （英文） Messier, R.A. (2010) Almoravids and the Meanings of Jihad Santa Barbara, Calif.: Praeger.
- （法文）Millet, René (1923) Les Almohades: Histoire d'une dynastie berbère. Paris:, Soc. d'éditions géographiques.
- （英文） Wasserstein, D.J. (2003) "A Jonah theme in the biography of Ibn Tumart", in F. Daftary and J.W. Meri, editors, Culture and Memory in Medieval Islam: Essays in honour of Wilfred Madelung. New York: I.B. Tauris. pp. 232–49.